# قصر خزندار

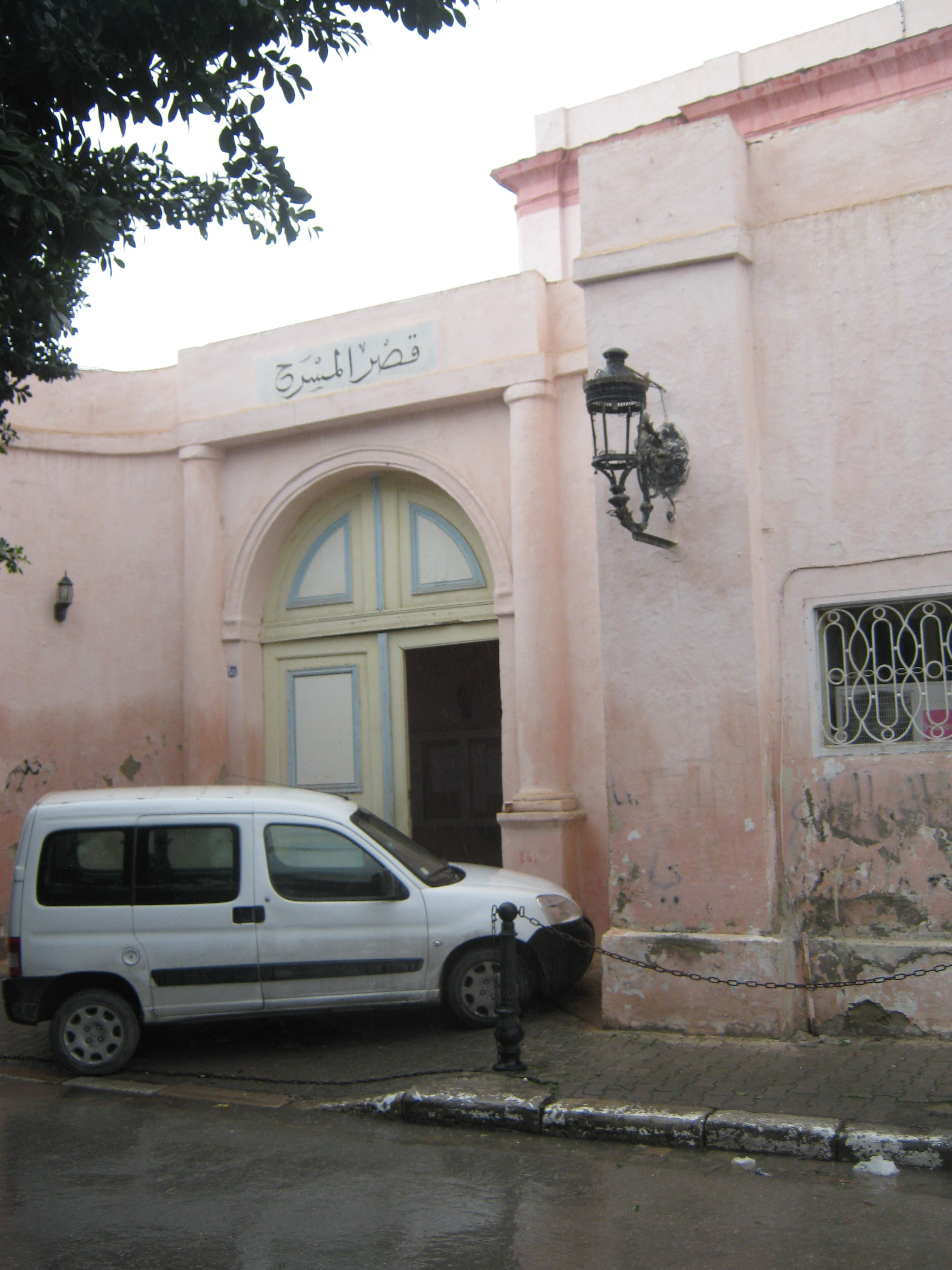
بوابة القصر.

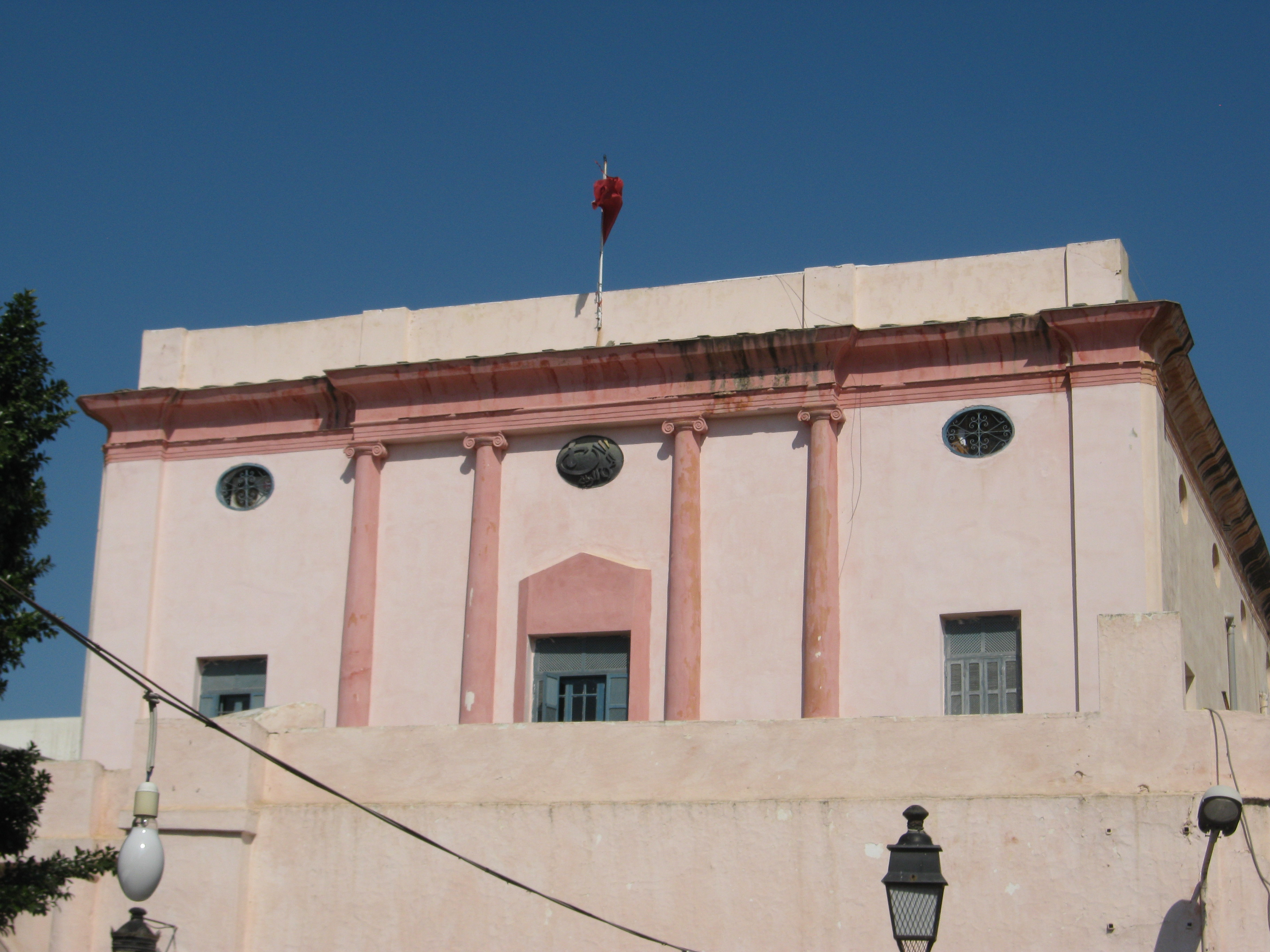
واجهة القصر.

قصر خزندار  هو قصر يقع في حي الحلفاوين في تونس العاصمة، تحديدا شمال مدينة تونس العتيقة. تم تأسيسه في القرن التاسع عشر.

## الموقع
يقع قصر خزندار في الزاوية الشمالية الشرقية لحي الحلفاوين، قرب قصر صاحب الطابع وجامع صاحب الطابع.

## التاريخ

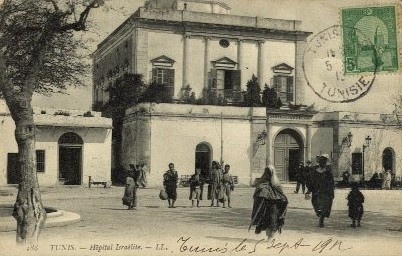
صورة قديمة للمستشفى اليهودي بتونس.

تم تشييد هذا القصر من قبل الوزير مصطفى خزندار في السنوات 1850. 

بين 1895 و1903، كان القصر يستغل كمستشفى خاص باليهود التونسيين. 

في 1903، تم تحويله لمدرسة، وبقي على حاله حتى 1986. أثناء الحرب العالمية الثانية، استعمل مؤقتا كمركز لتوزيع الحليب لفائدة الجالية الإيطالية بتونس. 

في سنة 1986، احتضن القصر نشاطا ثقافيا ووقع توظيفه لفائدة فرقة المسرح الوطني. ثم في 1988، اختار المسرحي محمد إدريس قصر خزندار ليكون مقرا للمسرح الوطني التونسي.

## الهندسة
شيد المبنى على النمط الإيطالي من قبل مجموعة من العمال الإيطاليين، وكذلك تم تأثيث هذا القصر بأثاث فخم يجمع بين النموذجين الأوروبي والشرقي. 

يحيط بالقصر سور به باب كبير يفتح على فناء. 

التناظر المحوري لواجهة المبنى مع الدرج، بعيد قليلا جانبيا عن بعضهما البعض، وهي عادة تونسية تدعو أن مدخل المنزل لا ينبغي أن ينظر إليه من الخارج. 

الواجهة متأثرة لقصور منطقة باليرمو الإيطالية: شباك كبير مركزي تعلوه قوصرة محاطة بأربعة أعمدة ذات نظام إيوني. الأتيكا محاطة بعدة أوكولوس.

## مقالات ذات صلة
- قصور مدينة تونس